# Projektivt plan

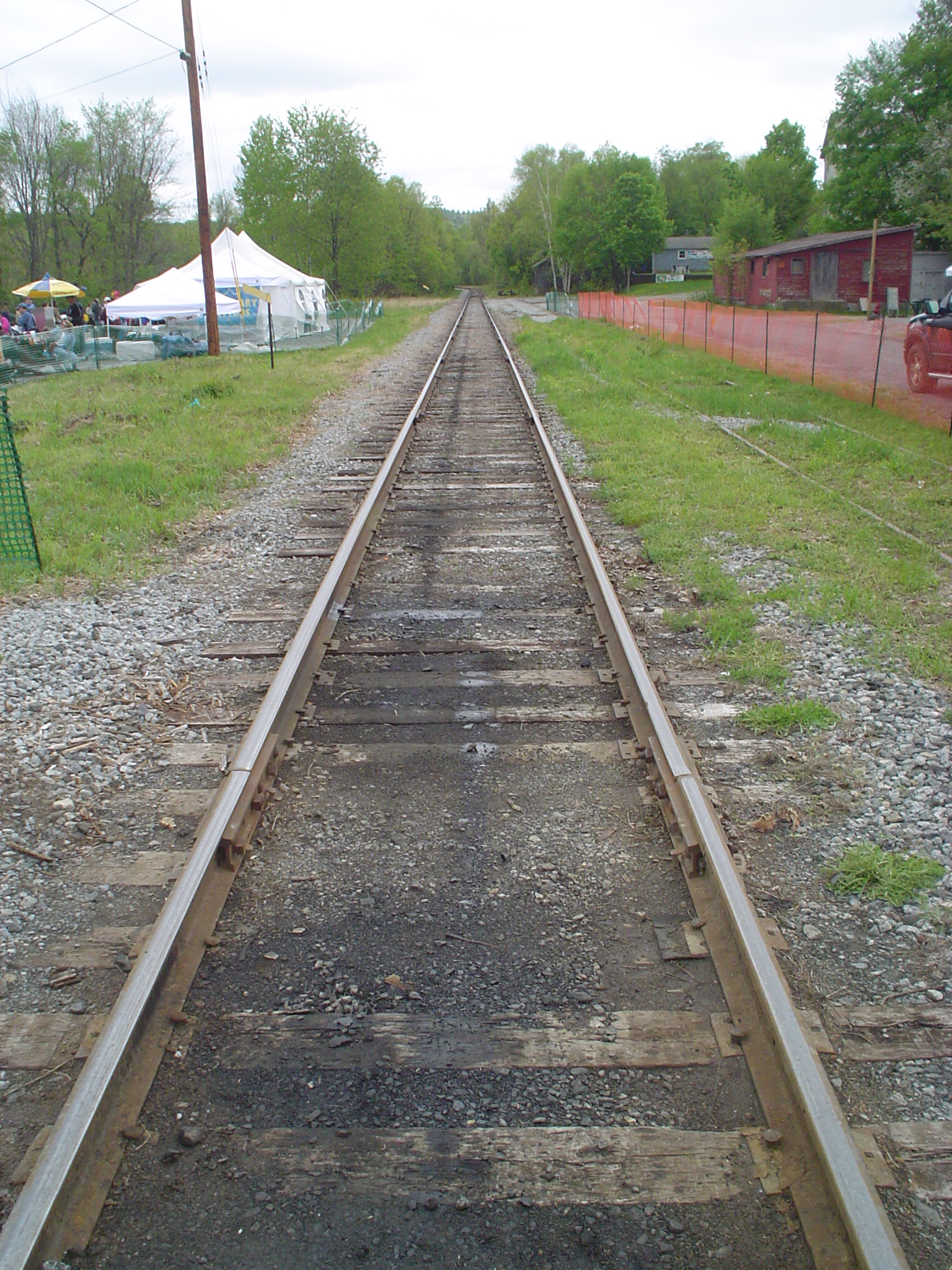
Parallella linjer skär varandra i flyktpunkten i oändligheten.

Inom geometri är ett projektivt plan en struktur som utvidgar begreppet plan. I det vanliga Euklidiska planet skär två linjer varandra typiskt i en given punkt, men det finns parallella linjer som inte skär varandra. Ett projektivt plan kan betraktas som ett vanligt plan med tillagda "punkter i oändligheten" i vilka inbördes parallella linjer skär varandra. Härigenom skär alla linjer varandra i en och endast en punkt.
Renässansens konstnärer lade grundvalen för detta begrepp när de utvecklade teknikerna för perspektivteckning. Urexemplet är det reella projektiva planet. Detta urexempel är, i något olika förklädnader, viktigt inom algebraisk geometri, topologi och projektiv geometri där det bland annat betecknas  PG(2, R),  RP2 eller P2(R). Det finns många andra projektiva plan, både oändliga, som det komplexa projektiva planet och ändliga som Fanoplanet.
Ett projektivt plan är ett tvådimensionellt projektivt rum, men inte alla projektiva plan kan bäddas in i tredimensionella projektiva rum. Inbäddningen beror av Desargues sats.

## Definition
Ett projektivt plan består av en mängd av linjer, en mängd av punkter och en relation mellan linjer och punkter kallad incidens och har följande egenskaper:
1. Två distinkta punkter är incidenta med exakt en linje.
2. Två distinkta linjer är incidenta med exakt en punkt.
3. Det finns fyra punkter sådana att ingen linje är incident med mer än två av dem.

Det andra villkoret innebär att det inte finns några parallella linjer. Det sista villkoret utesluter så kallade degenererade fall. Termen "incidens" används för att betona den symmetriska naturen hos förhållandet mellan punkter och linjer. Så används uttrycket "punkten P är incident med linjen l" i stället för "punkten P ligger på linjen l" och "linjen l går genom punkten P".

## Några exempel

### Det reella projektiva planet
Omvandling av det vanliga Euklidiska planet till ett projektivt plan görs genom:
1. Lägg till en vanlig punkt för vaje klass av parallella linjer. Den punkten betraktas som incident med varje linje i klassen. Olika parallella klasser har skilda punkter. Dessa punkter kallas punkter i oändligheten.
2. Lägg till en ny linje som betraktas som incident med och endast med alla punkter i oändligheten. Denna linje kallas linjen i oändligheten.

Denna utökade struktur är ett projektivt plan kallat det reella projektiva planet eller det utvidgade Euklidiska planet. Processen som skisserats ovan för att erhålla planet kallas projektivisering. Detta plan kan också erhållas från R3 betraktat som ett vektorrum, se nedan.

### Det projektiva Moultonplanet
Punkterna i Moultonplanet är desamma som i det Euklidiska planet och har vanliga koordinater. För att skapa Moultonplanet från det Euklidiska planet definierar man om några av linjerna. Det vill säga att några av deras punktuppsättningar ändras, medan andra linjer förblir oförändrade. Definiera om alla linjer med negativ lutning (det vill säga med negativ riktningskoefficient) så att de ser ut som "nedåtknäckta" linjer, vilket innebär att dessa linjer behåller sina punkter med negativa x-koordinater, medan resten av punkterna (det vill säga med positiva x-koordinater) ersätts med punkterna från linjen med samma skärningspunkt på y-axeln, men med den dubbla lutningen (riktningskoeffecienten).
Se Moultonplanet för figurer och specifika formler. Detta Moultonplan har parallella klasser av linjer och det kan användas för projektioner som i föregående exempel för att erhålla det projektiva Moultonplanet. Desargues sats är inte giltig vare sig i Moultonplanet eller det projektiva Moultonplanet.

### Ett ändligt fall
Detta fall har bara tretton punkter och tretton linjer. Vi betecknar punkterna med P1,...,P13 och linjerna med m1,...,m13. Incidensrelationen (som anger vilka punkter som är incidenta med vilka linjer) beskrivs av nedanstående incidensmatris. Raderna är märkta med punkterna och kolumnerna med linjerna. En etta i rad i och kolumn j betyder att punkten Pi är incident med linjen mj, medan en nolla (en tom cell för tydlighets skull) betyder att punkten och linjen inte är incidenta. Matrisen är en Paige-Wexler normalform.
|     | m1 | m2 | m3 | m4 | m5 | m6 | m7 | m8 | m9 | m10 | m11 | m12 | m13 |
| --- | -- | -- | -- | -- | -- | -- | -- | -- | -- | --- | --- | --- | --- |
| P1  | 1  | 1  | 1  | 1  |    |    |    |    |    |     |     |     |     |
| P2  | 1  |    |    |    | 1  | 1  | 1  |    |    |     |     |     |     |
| P3  | 1  |    |    |    |    |    |    | 1  | 1  | 1   |     |     |     |
| P4  | 1  |    |    |    |    |    |    |    |    |     | 1   | 1   | 1   |
| P5  |    | 1  |    |    | 1  |    |    | 1  |    |     | 1   |     |     |
| P6  |    | 1  |    |    |    | 1  |    |    | 1  |     |     | 1   |     |
| P7  |    | 1  |    |    |    |    | 1  |    |    | 1   |     |     | 1   |
| P8  |    |    | 1  |    | 1  |    |    |    | 1  |     |     |     | 1   |
| P9  |    |    | 1  |    |    | 1  |    |    |    | 1   | 1   |     |     |
| P10 |    |    | 1  |    |    |    | 1  | 1  |    |     |     | 1   |     |
| P11 |    |    |    | 1  | 1  |    |    |    |    | 1   |     | 1   |     |
| P12 |    |    |    | 1  |    | 1  |    | 1  |    |     |     |     | 1   |
| P13 |    |    |    | 1  |    |    | 1  |    | 1  |     | 1   |     |     |
Observera att varje radpar har exakt en gemensam kolumn med en etta i (varje par av skilda pukter ligger på exakt en gemensam linje) och att varje kolumnpar har exakt en rad med en etta i (varje par av skilda linjer skär varandra i exakt en punkt), vilket gör det till ett projektivt plan. Av många möjligheter satisfierar exempelvis punkterna P1,P4,P5 och P8 det tredje villkoret. Detta fall är känt som det projektiva planet av ordning tre.

## Vektorrumskonstruktion
Linjen i oändligheten hos det reella projektiva planet verkar ha en annan natur än de övriga linjerna, men så är faktiskt inte fallet. En annan konstruktion av samma projektiva plan visar att ingen linje kan skiljas från någon annan på geometriska grunder. Vid denna konstruktion är "punkterna" i det reella projektiva planet linjer genom origo i det tredimensionella Euklidiska rummet och en linje i det projektiva planet kommer från ett plan genom origo i samma rum. Denna tanke kan generaliseras och preciceras ytterligare enligt nedan.
Låt K vara en divisionsring (skevkropp). Låt K3 beteckna mängden av alla tripplar x = (x0, x1, x2) av element i K (en kartesisk produkt sedd som ett vektorrum). För varje x skilt från noll i K3 är linjen genom origo och x delmängden
{\displaystyle \{kx:k\in K\}}
av K3. Låt på samma sätt x och y vara linjärt oberoende element i K3, vilket innebär att kx + ly = 0 medför att k = l = 0. Planet genom origo, x och y i K3 är delmängden
{\displaystyle \{kx+ly:k,l\in K\}}
av K3. Detta plan innehåller olika linjer genom origo vilka erhålls genom att fixera k och l och ta multipler av resultanten. Olika val av k och l med samma relativa förhållande som originalen ger förstås samma linje.
Det projektiva planet över K, betecknat PG(2,K) eller KP2, har en punktmängd som består av alla linjer i K3 genom origo (vilka vardera är ett vektorunderrum av dimensionen ett). En delmängd L av PG(2,K) är en linje i PG(2,K) om det finns ett plan i K3 var linjemängd är exakt L (ett vektorunderrum av dimensionen 2).
Att verifiera att denna konstruktion ger ett projektivt plan lämnas normalt som en övning i linjär algebra...
En alternativ (algebraisk) synvinkel på denna konstruktion är att punkterna i detta projektiva plan är ekvivalensklasserna av mängden K3 ∖ {(0, 0, 0)} modulo ekvivalensrelationen 
x ~ kx,  för alla k i K×.
Linjer i det projektiva planet definieras precis som ovan.
Koordinaterna (x0, x1, x2) för en punkt i PG(2,K) kallas homogena koordinater. Varje trippel (x0, x1, x2) representerar en väldefinierad punkt i PG(2,K), förutom trippeln (0, 0, 0), som inte representerar någon punkt. Varje punkt i  PG(2,K) representeras å andra sidan av många tripplar.
Om L är ett topologiskt rum så får KP2 en topologi genom produkt-, delrums- och kvottopologierna.

### Klassiska exempel
Det reella projektiva planet RP2 uppstår när man som K använder de reella talen R. Som en sluten ickeorienterbar reell 2-mångfald tjänar det som ett fundamentalt exempel inom topologi.
Betrakta enhetssfären med centrum i (0,0,0) i R3. Varje av de R3 linjerna i denna konstruktion skär sfären i två antipodala punkter. Eftersom linjen i R3 representerar en punkt i RP2 får vi samma modell av RP2 genom att identifiera sfärens antipodala punkter. Linjerna i RP2 kommer att vara sfärens storcirklar efter denna bestämning av antipodpunkterna. Denna beskrivning ger den elliptiska geometrins standardmodell.
Det komplexa projektiva planet CP2 bildas när man som K använder de komplexa talen C. Det är en sluten komplex 2-mångfald och sålunda en sluten orienterbar 4-mångfald. Detta och projektiva plan över andra kroppar tjänar som fundamentala exempel inom algebraisk geometri.
Det kvaternioniska projektiva planet är också av oberoende intresse.

### Plan över ändliga kroppar
Enligt Wedderburns sats måste en ändlig divisionsring, liksom en kropp, vara kommutativ. Med K som den ändliga kroppen av q = pn med p primt ger ett projektivt plan med q2 + q + 1 punkter. Projektiva plan över en kropp av primtalspotensordning kallas "kroppsplan" och ändliga kroppsplan kallas "Galoisplan". Kroppsplanen betecknas vanligen med PG(2,q) där PG står för "projektiv geometri", tvåan är dimensionen och q kallas planets ordning (vilken är ett mindre än antalet punkter på en linje). Fanoplanet, som diskuteras nedan, betecknas med PG(2,2). Det ändliga fallet ovan är det projektiva planet PG(2,3).

Fanoplanet. Punkter visas som prickar, linjer som linjer eller cirklar.

Fanoplanet är det projektiva plan som uppkommer ur kroppen av två element. Det är det minsta projektiva planet och har bara sju punkter och sju linjer. I figuren till höger visas de sju punkterna som prickar och linjerna som sex linjesegment och en cirkel. Men man skulle lika väl kunna betrakta prickarna som linjer och linjesegmentet och cirkeln som punkter - detta är ett fall av dualitet i det projektiva planet: Om linjerna och punkterna byts mot varandra är det fortfarande ett projektivt plan (se nedan). En permutation av punkterna som flyttar kollinjära punkter (punkter på samma linje) till kollinjära punkter kallas en kollineation eller en symmetri av planet. Kollineationerna av en geometri bildar en grupp under sammansättning och för Fanoplanet har denna grupp (PΓL(3,2) = PGL(3,2)) 168 element.

### Desargues sats och Desargueska plan
Desargues sats gäller universellt i ett projektivt plan om och endast om planet kan konstrueras från ett tredimensionellt vektorrum över en skevkropp så som beskrivits ovan Dessa plan kallas Desargueska plan efter Gérard Desargues. Det reella (eller komplexa) projektiva planet och det projektiva planet av ordning tre ovan är exempel på Desargueska projektiva plan. Projektiva plan som inte kan konstrueras på detta sätt kallas icke-Desargueska plan och Moultonplanet som nämndes ovan är ett exempel på ett sådant. Notationen PG(2,K) är reserverad för Desargueska plan.